# Rakim Sanders

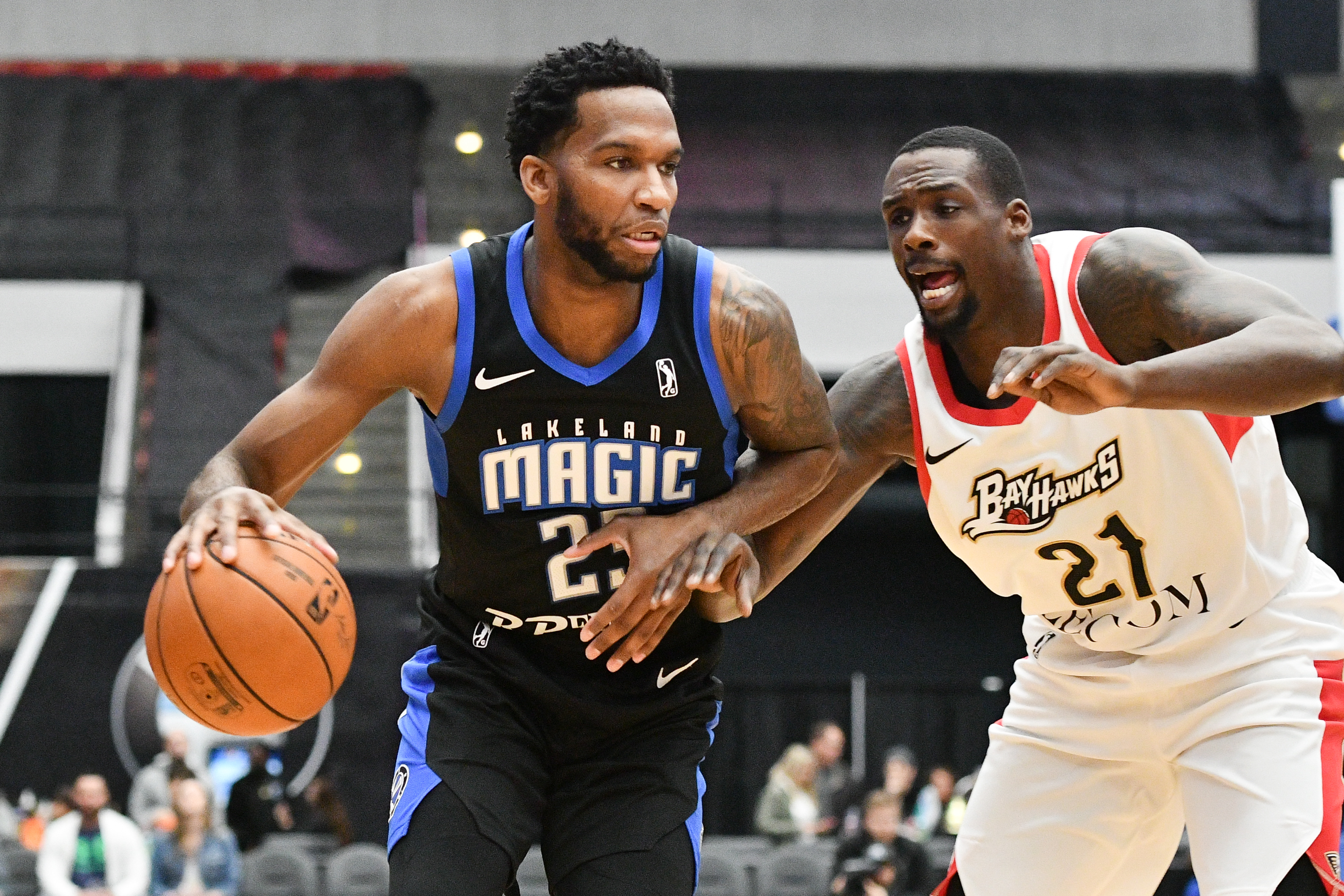
Rakim Sanders. Lakeland Magic vs Erie BayHawks

Rakim Sanders (nacido el 8 de julio de 1989 en Pawtucket, Rhode Island) es un jugador de baloncesto estadounidense. Mide 1.96 metros y juega habitualmente en la posición de alero. Actualmente se encuentra sin equipo.

## Trayectoria deportiva

### Universidad
Jugó tres temporadas con los Eagles del Boston College, en las que promedió 11,8 puntos, 4,2 rebotes y 1,7 asistencias por partido. Fue transferido a los Stags de la Universidad de Fairfield en 2010, y tras cumplir el año de sanción que impone la NCAA, jugó una última temporada en la que promedió 16,6 puntos y 8,2 rebotes por partido.

### Profesional
Inmerso en las ligas de verano para buscar un contrato NBA, el Maccabi lo tuvo claro. A pesar de que lo consideran joven para completar la plantilla, lo ficharon para tenerlo en propiedad y lo cedieron el Hapoel Gilboa para que juegue los minutos necesarios para potenciar su proyección.
Tras pasar por Alemania en las filas del Brose Baskets, el jugador firma por el Dinamo Sassari italiano.
En 2014-15, Sanders fue uno de los jugadores más destacados del Sassari, con sus 12.3 puntos y 3.9 rebotes en Lega, y 13.4 puntos y 3.0 rebotes en la Euroliga, fue campeón de liga con el Dinamo Sassari.
En 2015, el jugador se queda sin equipo tras pasar una operación de muñeca. El 16 de noviembre de 2015, firmó un contrato con Olimpia Milano, y fue autorizado para jugar en enero, ya que todavía se estaba recuperando de la lesión.
En julio de 2017 fichó por una temporada por el FC Barcelona de la liga ACB.
En verano de 2020, firma con el Hapoel Be'er Sheva B.C. de la Ligat Winner, para disputar la temporada 2020-21, pero poco después rompió unilateralmente el contrato alegando motivos personales.

## Palmarés

### Dinamo Sassari
- Lega Seria A (1): 2015
- Copa de Italia (1): 2015
- Supercopa de Italia (1): 2014

### Olimpia Milano
- Lega Seria A (1): 2016
- Copa de Italia (1): 2016
- Supercopa de Italia (1): 2016

### FC Barcelona
- Copa del Rey (1): 2018

### Consideraciones individuales
- MVP de las Finales de la Lega Seria A (2): 2015 y 2016
- MVP de la Copa de Italia (1): 2016